# Spoorlijn Bazel - Olten
De spoorlijn Bazel - Olten ook wel Hauensteinlinie genoemd is een Zwitserse spoorlijn die van de stad Basel, (Nederlands: Bazel, Frans: Bâle) onder de Hauensteinpas door door de Jura naar de stad Olten loopt.
- In het traject bevinden zich twee tunnels die vrijwel parallel aan elkaar lopen:
  - Hauenstein-Scheiteltunnel
  - Hauenstein-Basistunnel

## Geschiedenis
De diep in kalksteen gesleten middeleeuwse hoge weg met de naam Hauenstein
betekent twee passen over het Juragebergte, waarvan een langs Hauenstein-Ifenthal zuidelijk van de Scheitels de Unteren Hauensteinpass. In een grote omtrek werd een tweede spoorwegtunnel door de Jura gebouwd onder het dorp Hauenstein oostelijk van deze gemeente de Hauenstein-Basistunnel aangelegd.
Omdat tegenwoordig het langeafstandsverkeer uitsluitend via de Hauenstein-Basistunnel afgehandeld wordt dient de Hauenstein-Scheiteltunnel uitsluitend voor het regionaal personenvervoer op het traject Sissach – Läufelfingen – Olten bediend door treinen van de S9.
Het regionaal personenvervoer op het via de Hauenstein-Basistunnel wordt bediend door treinen Porrentruy – Delémont – Aesch – Basel SBB – Pratteln – Sissach – Olten bediend door treinen van de S3.
Bij storingen op het traject via de Hauenstein-Basistunnel rijden de treinen om via het traject de Hauenstein-Scheiteltunnel met een reistijd verlenging van vier minuten.
Wegens de aanwezigheid van een grote helling is het traject via de Hauenstein-Scheiteltunnel niet geschikt voor het afhandelen van lange en zware goederentreinen.

## Hauenstein-Scheiteltunnel
Traject (Sissach-) Läufelfingen–Trimbach (-Olten).
- Lengte 2495 meter
- Bouwtijd 1853–1858

### Geschiedenis
In het jaar 1850 diende de Zwitserse Bundesrat bij de Engelse
Ingenieurs Robert Stephenson en Henry Swinburne een plan in voor de aanleg van spoorwegnet door de bergen uit te werken. Om de drie belangrijkste Duitstalige steden Zürich, Basel en Bern met elkaar te verbinden zochten experts van Bazel naar mogelijkheden voor een traject langs de Rijn of door het aanleggen van tunnels in het Mittelland. De Bundesrat gaf de voorkeur aan een traject door de Jura door de Hauenstein of door de Schafmatt.
Beide traject volgden de Ergolz tot Sissach en vandaar uit het ene traject over Läufelfingen en door de Hauenstein-Scheiteltunnel naar Olten liep en het andere traject over Gelterkinden en van daaruit over Anwil of Tecknau door de Schafmatttunnel naar Aarau zou lopen.

### Bouw
De bouw van de Hauenstein-Scheiteltunnel in het jaar 1853 door de Schweizerische Centralbahn (SCB) was de grootste uitdaging omdat tot dusverre nog niet een hele berg doorboord was.
Niemand hield het voor mogelijk dat twee groepen tunnelbouwers zich naar elkaar toe gingen werken en elkaar in de berg tegen zouden komen. De Engelse Thomas Brassey wou de tunnel vanuit vijf plaatsen gaan boren, vanuit beide einden en met behulp van drie hulptunnels die dusdanig lang werden dat van hun eindpunt de hoofdtunnel kon worden geboord. Deze hulptunnels werden loodrecht boven de hoofdtunnel geboord.
De machines voor het boren van de tunnel waren toe primitief. Er werd met hamer, beitel, houweel, breekijzer gewerkt. Ook werden paarden en mannen zelfs kinderen uit omliggende landen bij de werkzaamheden onder groot gevaar van ademnood door stof in de tunnels ingezet
De bodemgesteldheid van het Juragebergte werd onderzocht. Op de zuidzijde kwam men snel vooruit maar op de noordzijde had men moeilijkheden. De kern van de berg bestond uit kalksteen die men moeilijk kon doorboren maar het binnen dringende water zorgde voor overstromen van de tunnel waardoor personen dreigden te verdrinken. Omdat de tunnel in een kleine helling van noord naar zuid op afschot werd aangelegd moest het water in noordelijke richting weg gepompt worden.

### Brand ongeluk
Op 28 mei 1857 sloeg de berg terug. Ter hoogte van schacht 1 was een smederij ingericht en in de middag blies door een sterke luchtstroming de lampen uit. In de schacht waren de steunbalken en de schermplaten in brand geraakt. Een deel van het personeel kon zich in veiligheid brengen voor dat de brandende steunbalken en de schermplaten instortte.
Een grote massa stortte in de tunnel waardoor de weg voor 52 personen werd afgesloten.
Om de brand te blussen liet men van boven de inhoud van een in de schacht 1. Daarop wilde men proberen van de tunnel een doorgang door de scheidingswand te graven. Als men naast water de scheidingswand bereikte traden giftige koolmonoxide gassen naar buiten. De wil om mensen te redden kenden geen grenzen. Na enige tijd werden de redding operaties afgebroken omdat 11 redders gestorven waren door giftige koolmonoxide gassen en ongeveer 500 man werden bewusteloos uit de tunnel gedragen. Met verschillende middelen werd daarop geprobeerd een betere lucht toevoer te realiseren. Niets hielp. Op de achtste dag na het ongeluk lukte het om een doorbraak te maken. In de tunnel achter de barricade vond men alle 52 ingesloten personen die door giftige koolmonoxide gassen om het leven waren gekomen. Het ongeluk kostte in totaal aan 63 personen het leven.

### Uitbreiding
Op 1 mei 1858 werd het grootste kunstwerk van de Schweizerischen Centralbahn (SCB) de Hauenstein-Scheiteltunnel in gebruik genomen. Hiermee kwam de verbinding van Bazel met het belangrijke spoorwegknooppunt Olten met de Mittellandlinie naar Bern en Lausanne, de Jurafusslinie naar Solothurn en Genève en de Heitersberglinie naar Zürich tot stand.

### Spoorbedrijf
Het Läufelfinger traject was met een helling van 26,3 ‰ een van de tot dusverre steilste hellingen van het toenmalige spoorwegnet. Dit traject werd deels tweesporig aangelegd. Uit voorzorg werd de eerste tijd rechts gereden en op het trajectdeel van Läufelfingen naar Sissach werd aan de bergzijde gereden. Op 1 juni 1895 werden de aansluitingen aangepast en links treinverkeer ingevoerd.
Om zwaar beladen goederentreinen te vervoeren werden tot twee voorspan stoomlocomotieven bijgeplaatst waarbij in Läufelfingen deze weer losgekoppeld werden en als losse locomotief teruggingen.
In het depot Sissach hadden ze tot vier voorspan stoomlocomotieven onder druk staan. Het water uit de Reusli werd in een watertoren gepompt zodat het direct voor de via een waterkraan met zwenkbare arm beschikbaar was voor de stoomlocomotieven. Om het spoorbedrijf te garanderen woonden in diensttijd machinisten, stokers en monteurs op het terrein van depot. Ook was er slaapgelegenheid aanwezig voor personeel van andere depots. De draaischijf moest met behulp van mankracht gedraaid worden. In de smederij werden belangrijke reparaties uitgevoerd.

### Latere aanpassingen
Na het gereed komen van het traject via de Hauenstein-Basistunnel verloor na 1916 het traject via de Hauenstein-Scheiteltunnel zijn betekenis als hoofdspoor en verloor in 1938 het tweede spoor. In Läufelfingen werd een wisselplaats ingericht.
Eind jaren 90 werd dit trajectdeel nog met sluiting bedreigd.
Nadat het treinverkeer in 1997 voor ongeveer een jaar door bussen was vervangen reden er weer regionale stoptreinen treinen tussen Sissach en Olten. Deze regionale stoptreinen werden op 24 mei 1998 vervangen door de S9 Sissach – Läufelfingen – Olten.
In het jaar 2006 was de kwestie van het Läufelfinger traject opnieuw onderwerp van discussie in het parlement van kanton Basel-Landschaft en werd op 16 november 2006 een voorstel voor omzetten tot een buslijn verworpen en stelde de financiering van het treinvervoer tot 2009 zeker. 
Nieuwe kantonnale voorstellen nadien om deze treindienst toch om te zetten in een busdienst (jaarlijkse besparing 840.000 CHF; extra reistijd 22 minuten) werden door de bevolking van Baselland in een regionaal referendum op 26 november 2017 met 65% verworpen.
Eerder werd ook een voorstel behandeld om van dit baanvak een toeristische museumlijn te maken met moderne stoomlocomotieven van de Firma DLM die erop dat moment werkloos bij stonden.

## Hauenstein-Basistunnel
Traject (Sissach-) Tecknau–Olten.
- Lengte 8134 meter
- Bouwtijd 1912–1916

### Geschiedenis
Wegens de aanwezigheid van een grote heling is het traject via de Hauenstein-Scheiteltunnel niet geschikt voor het afhandelen van lange en zware goederen treinen. Toen in 1901 het net van de SCB werd overgenomen door de SBB zocht men een alternatief traject van Bazel naar Olten. In 1909 werd besloten het traject via Gelterkinden en Tecknau en de Hauenstein-Basistunnel aan te leggen.
In 1912 werd met de voorbereidende werkzaamheden aan de Hauenstein-Basistunnel begonnen. Na een bouwtijd van vier jaar was de acht kilometer lange tunnel gereed voor gebruik. Op 8 januari 1916 werd dit trajectdeel inclusief de Hauenstein-Basistunnel feestelijk geopend.
Op 9 januari 1916 werd de parallel lopende tramlijn van de Sissach-Gelterkinden-Bahn stilgelegd.

### Exploitatie
De Hauensteinlinie die via de Hauenstein-Basistunnel loopt is een van de drukst bereden spoorlijnen in Zwitserland.

## Goederenvervoer
Ze maakt deel uit van de noord-zuidverbinding in het goederenvervoer, waarbij een groot deel verzorgd wordt door SBB Cargo en door BLS Cargo en andere vervoerders.

### Rollende Landstraße
Op de noord – zuid route door Zwitserland werd begin 1990 het project van de Rollende Landstraße (afgekort RoLa) voor het vervoer van zware vrachtauto's op goederen treinen gestart. In Zwitserland wordt de afkorting RoLa vertaald als Rollende Autobahn.
De Firma Hupac AG uit Chiasso heeft de bedrijfsvoering van Rollende Landstraße in Zwitserland en op het traject van Freiburg im Breisgau naar Novara wordt dit gedaan door de Dochter onderneming RAlpin AG uit Olten. De BLS verzorgd voor deze trein de tractie op het traject van Freiburg im Breisgau naar Domodossola. Onderweg wordt in Spiez tractie gewisseld en in Domodossola neemt de Ferrovie dello Stato (FS) de trein over en brengt deze naar Novara.

## Personenvervoer
Het personenvervoer op de Hauensteinlinie via de Hauenstein-Basistunnel rijdt eenmaal per uur een interregiotrein, soms bestaande uit dubbeldeksrijtuigen met een SBB Re 460-locomotief, en een intercitytrein, soms bestaande uit EW4-rijtuigen met een SBB Re 460-locomotief. Ook rijdt op dit traject de S3 op het traject Porrentruy – Delémont – Aesch – Basel SBB – Pratteln – Sissach – Olten. De maximumsnelheid in de tunnel is 140 km/h.
Als gevolg van een grotere verkeersaanbod dreigt de capaciteit grens van dit traject te worden overschreden. Hiervoor zoekt men oplossingen in het verdichten van het bloksysteem en aanpassen van stations en seinen.
De eerste omvangrijke uitbreiding was de vijf kilometer lange Adlertunnel tussen Muttenz en Liestal.
Onderzocht wordt of de mogelijkheid aanwezig is om in een derde debat een Jura doorgang de zogenoemde Wisenbergtunnel tussen Liestal of Sissach en Olten met aansluiting aan het traject richting Aarau-Zürich en Olten-Bern te realiseren.
Voor dit project zijn tot dusverre nog niet de benodigde financiële middelen beschikbaar.

### S-Bahn Basel
De treindiensten van de Regio S-Bahn Basel worden uitgevoerd door de SBB.

## Aansluitingen
In de volgende plaatsen is of was er een aansluiting van de volgende spoorlijnen:

### Olten
- Jurafusslinie, spoorlijn tussen Olten en Lausanne / Genève
- Mittellandlinie, spoorlijn tussen Olten en Lausanne
- Olten - Aarau, spoorlijn tussen Olten en Aarau
- Olten - Luzern, spoorlijn tussen Olten en Luzern

## Elektrische tractie
Het traject werd geëlektrificeerd met een spanning van 15.000 volt 16 2/3 Hz wisselstroom.

## Afbeeldingen

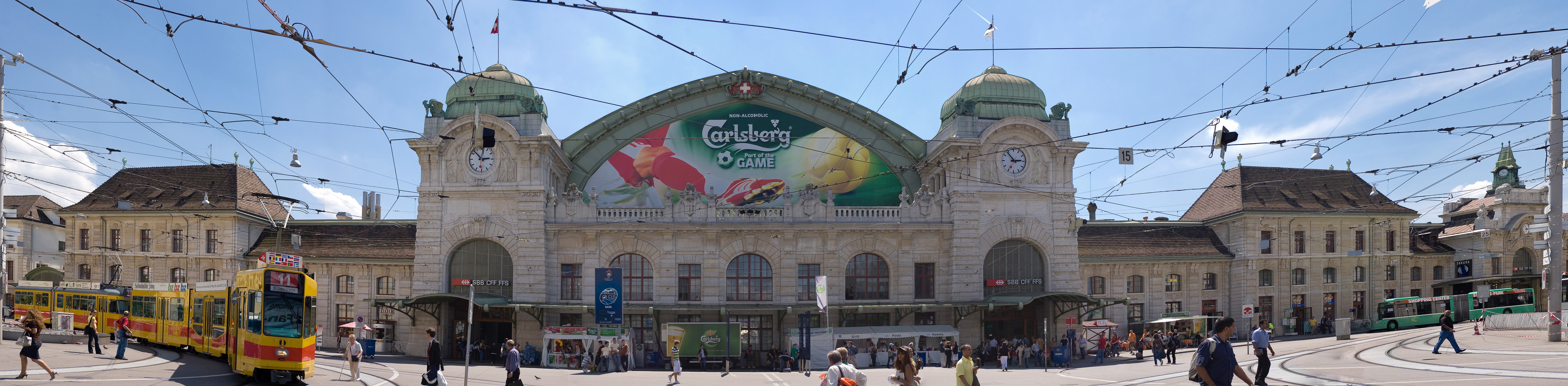
Station Basel SBB
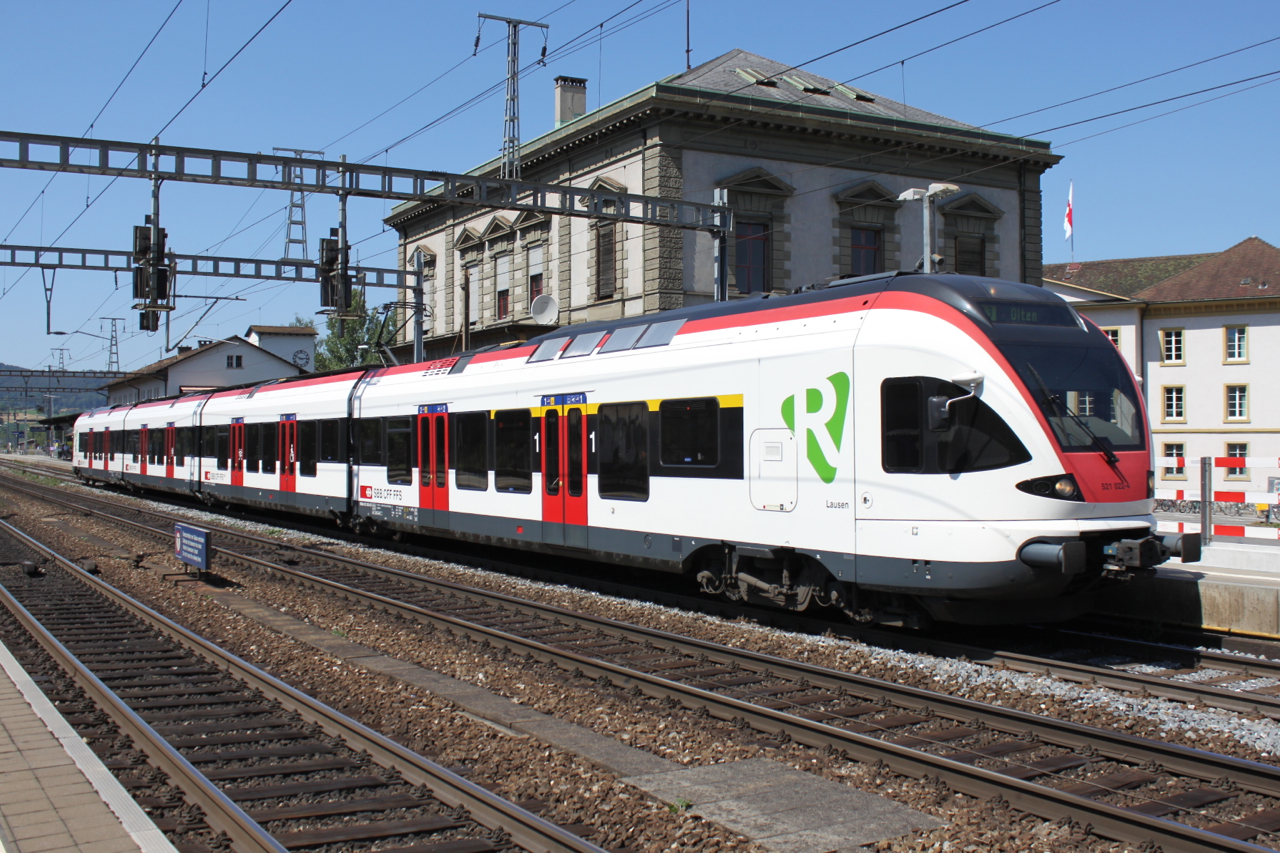
Station Liestal
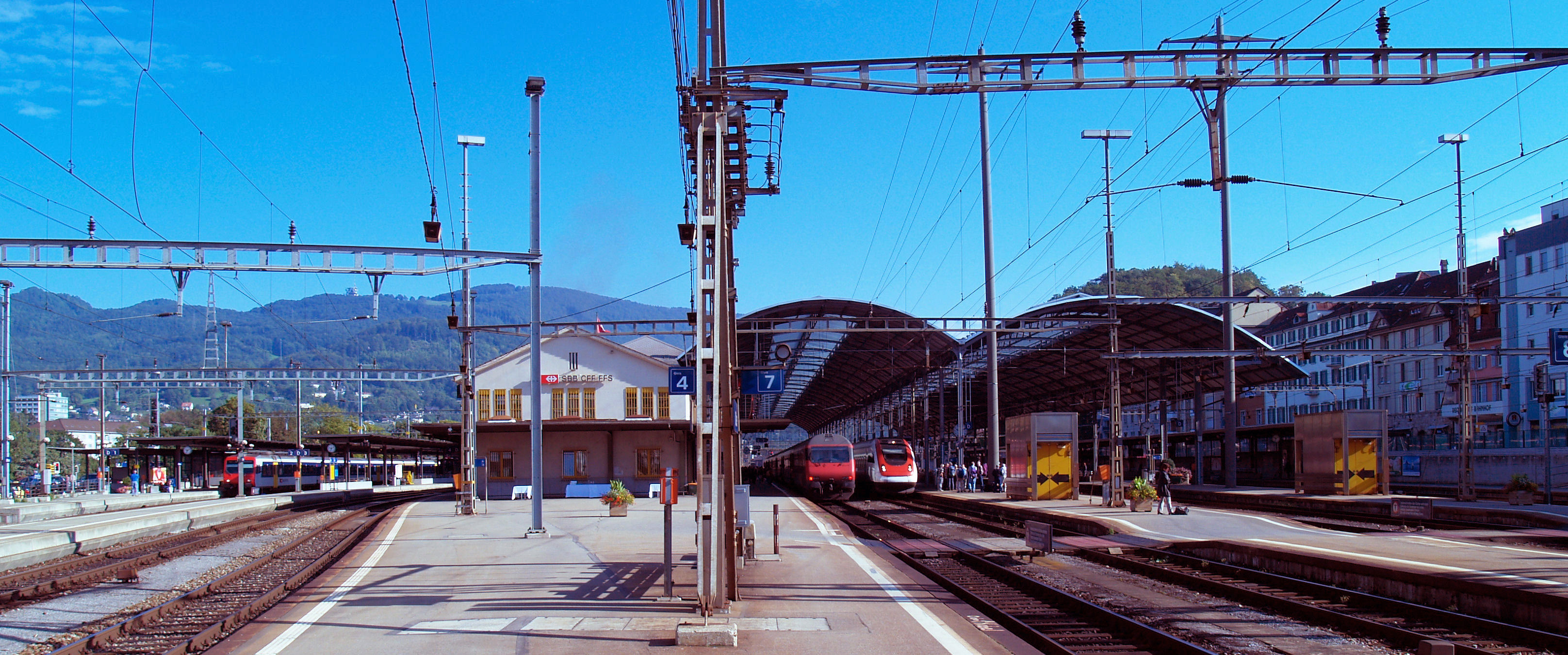
Station Olten